# Yoshioka, Gunma
Yoshioka (japanska: 吉岡町?, Yoshioka-machi) är en landskommun (köping) i Gunma prefektur i Japan.  